# 巴拿马-太平洋纪念币

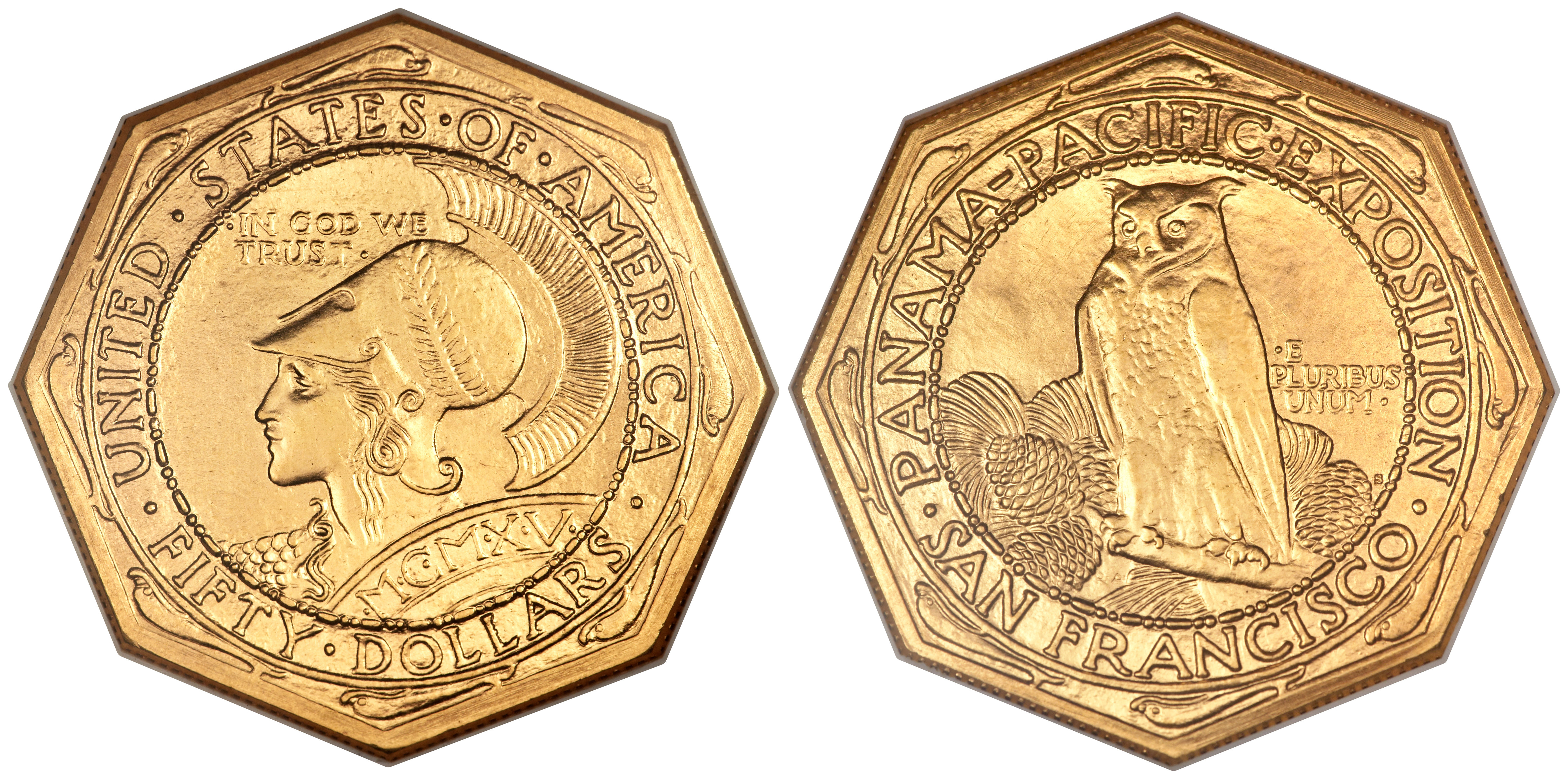
罗伯特·艾特肯设计的八角形50美元硬币

巴拿马－太平洋纪念币（英語：Panama–Pacific commemorative coins）是旧金山铸币局1915年生产的纪念币，共有五种，形状分圆形到八角形不等。除现代投资型硬币外，这些纪念币中面值最高的两种50美元金币无论面值还是尺寸都是美国铸币局发行过的最大硬币，并且外形呈八角形的50美元金币还是至今唯一不是圆形的美国硬币。
1915年1月，国会通过法案授权发行银质半美元、金质一美元和2.5美元（四分之一鹰）硬币各一种，还有两种面额50美元的金币，一种为圆形，另一种是八角形。铸币局同多位艺术家接洽，但所有设计方案都被财政部长威廉·吉布斯·麦卡杜否决，后来只有罗伯特·艾特肯设计的50美元和查尔斯·凯克设计的一美元金币方案入选并铸造成币。半美元银币和2.5美元金币之后由首席雕刻师查尔斯·爱德华·巴伯设计，这一过程可能还有他长年助手乔治·摩根的参与。
虽有知名钱币学家法兰·泽布在博览会现场推销，但纪念币销量不佳，每种面额都有许多硬币送回铸币局熔融。两种50美元金币都只售出数百枚，是历史上发行量最低的美国贵金属纪念币。如今，这些硬币的价值视成色而定，最高可达20万美元。

## 背景

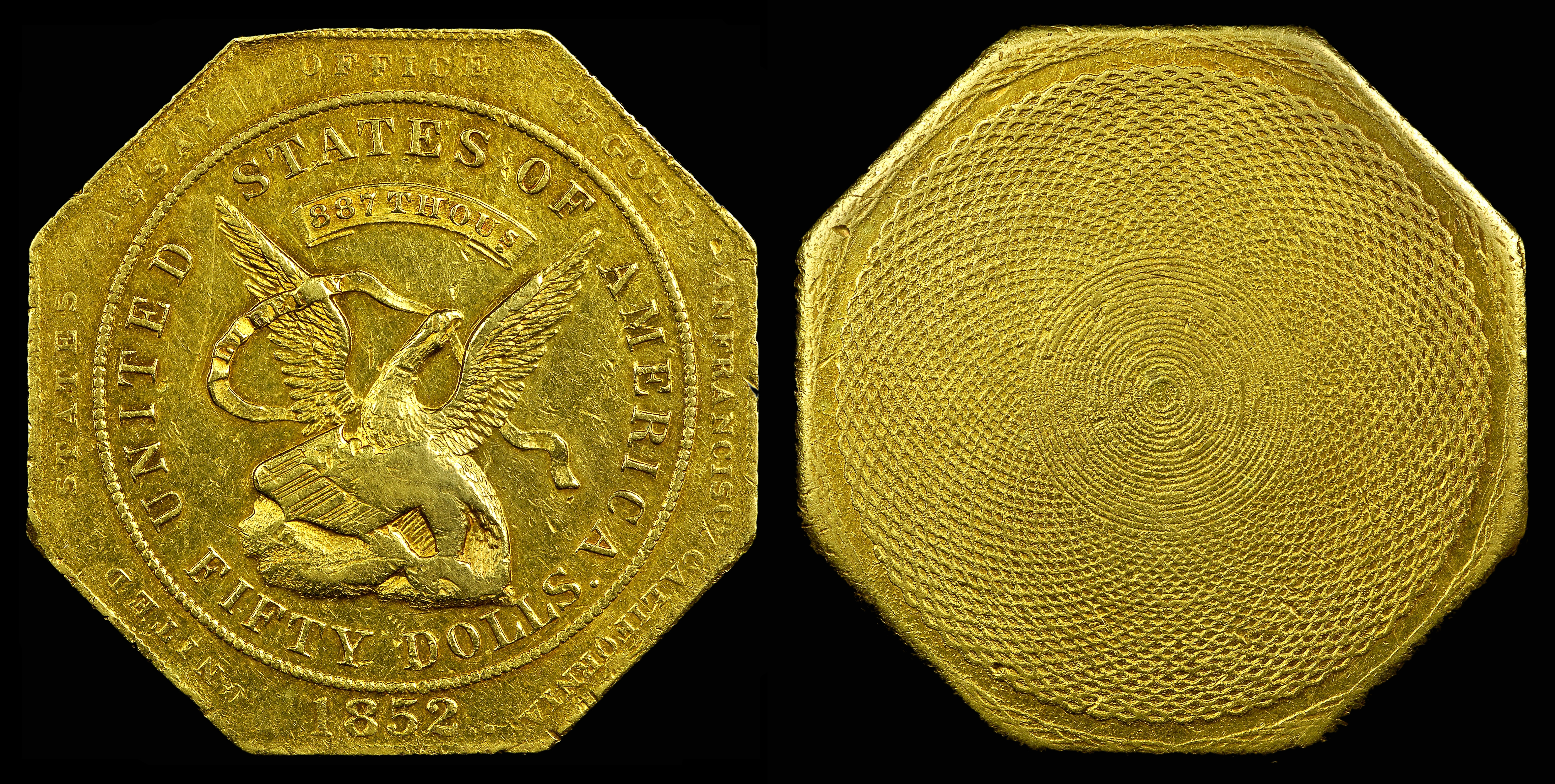
奥古斯塔斯·亨伯特为旧金山冶金化验办事处铸造的50美元“金块”

19世纪期间，美国多地的联邦官方制造硬币供应不足。为满足市场需求，乔治亚州到俄勒冈州之间的广大地区多次发行民间金币代替。这些私人金币又称“先锋金币”，是用各地的金锭打造，面额从25美分到50美元不等，黄金大多源自加利福尼亚淘金潮，只是不具备官方硬币地位。面额达50美元的私人金币是由包括凯洛格公司在内的私营铸币厂铸造，外观呈圆形，但奥古斯塔斯·亨伯特（Augustus Humbert）在1854年旧金山铸币局成立前为旧金山冶金化验办事打造的50美元面额硬币则是八角形。由于缺乏国会授权，亨伯特制作的这些硬币没有法定货币地位，正式而言只能算金锭。尽管如此，这些硬币仍然包含其中黄金的价值，上面还刻有（“50美元”）面额字样，民间称其为“金块”或“五鹰”。这种金币在包括加利福尼亚州在内的广大西部地区流通率很高，在商品交易中的认可度可与联邦金币相提并论。
如今，无论私营铸币厂还是亨伯特制作的50美元硬币都非常罕见而宝贵，2010年时，曾有一枚亨伯特制作、所刻年份为1851且边缘有刻字的八角形币经拍卖以54万6250美元成交。1915年前，美国铸币局只在1877年生产过一种50美元面额的半联盟图案币，但只是在费城铸币局试产，没有获得流通币授权。
1904年，旧金山商人鲁本·黑尔提议1915年的世界博览会在旧金山举办，一方面是纪念巴拿马运河通航，另一方面也标志着瓦斯科·努涅斯·德·巴尔沃亚“发现太平洋”400周年，他实际上是首位从美洲大陆看到太平洋的欧洲人。1906年旧金山大地震和火灾虽然令举办博览会的计划受阻，但也引来更多资金。加利福尼亚州的许多富豪慷慨解囊，私人捐款也一块一块地增加。1911年，威廉·霍华德·塔夫脱总统从两个城市中选择旧金山（另一个是新奥尔良）举办1915年世界博览会。

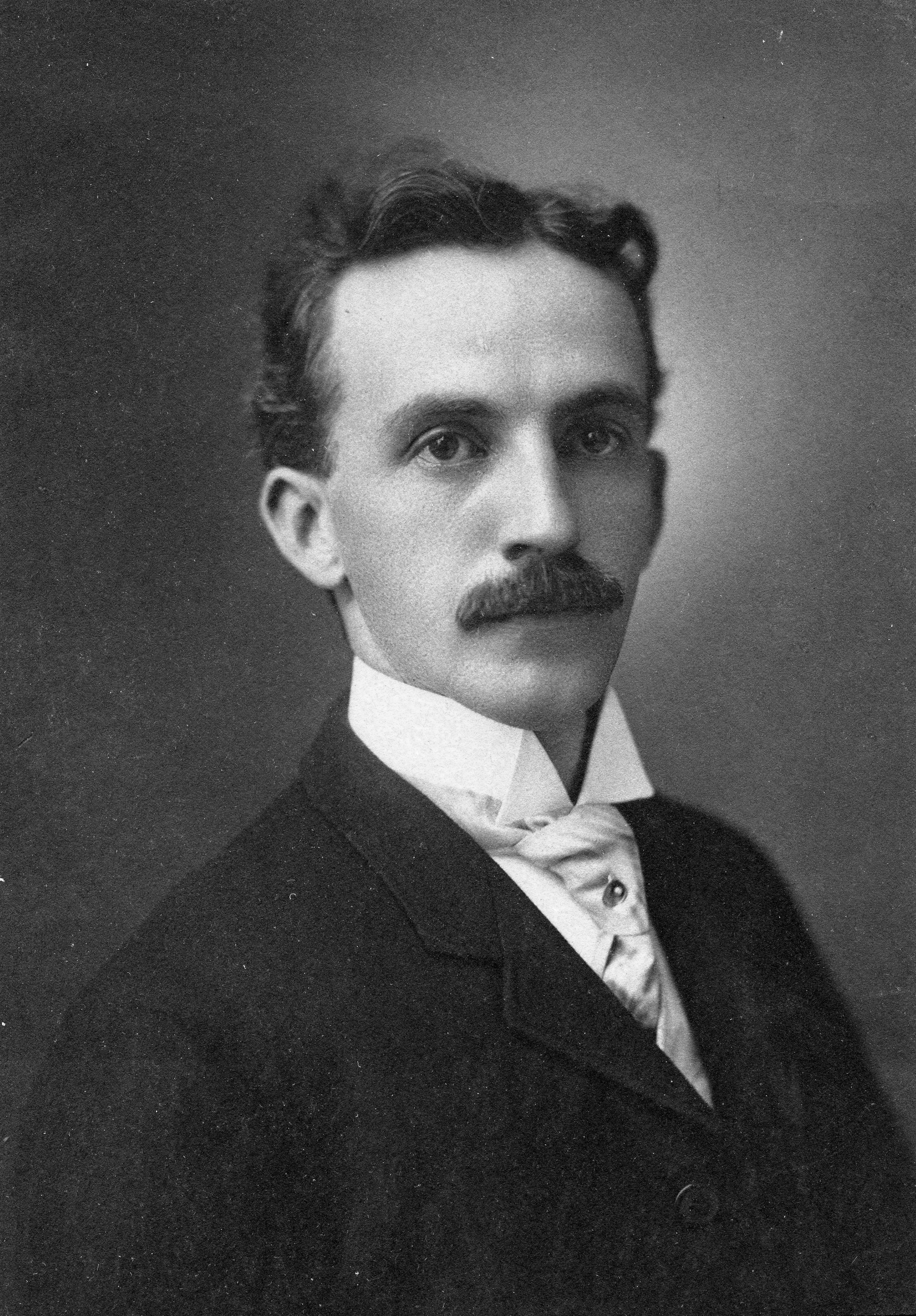
钱币学家法兰·泽布

1915年2月20日，耗资5000万美元的巴拿马－太平洋世界博览会在旧金山金门海峡沿岸开幕，约九个半月后再于同年12月4日闭幕。博览会大获成功，约有1900万人前来参观，所获利润建造旧金山市政礼堂后都还有约100万美元赢余。如今，博览会原址上依旧屹立的建筑只剩下艺术宫。
虽然如今的铸币局可以直接向公众出售纪念币，但1915年时则是由国会经授权法案指定某个组织独家拥有以面值买下所有硬币、再加价转手卖给公众的权利。钱币学家兼收藏家、曾担任美国钱币协会主席的法兰·泽布之前就曾推动纪念币授权法案通过，还曾参与相应纪念币的发售。泽布热心推动钱币收藏，但他本人也充满争议，有些人认为他参与销售的一些硬币要价太高，但他的确有助于推广钱币收藏，他的“世界钱币”（Money of the World）展品之后还成为大通曼哈顿银行钱币博览馆的收藏品。

## 立法

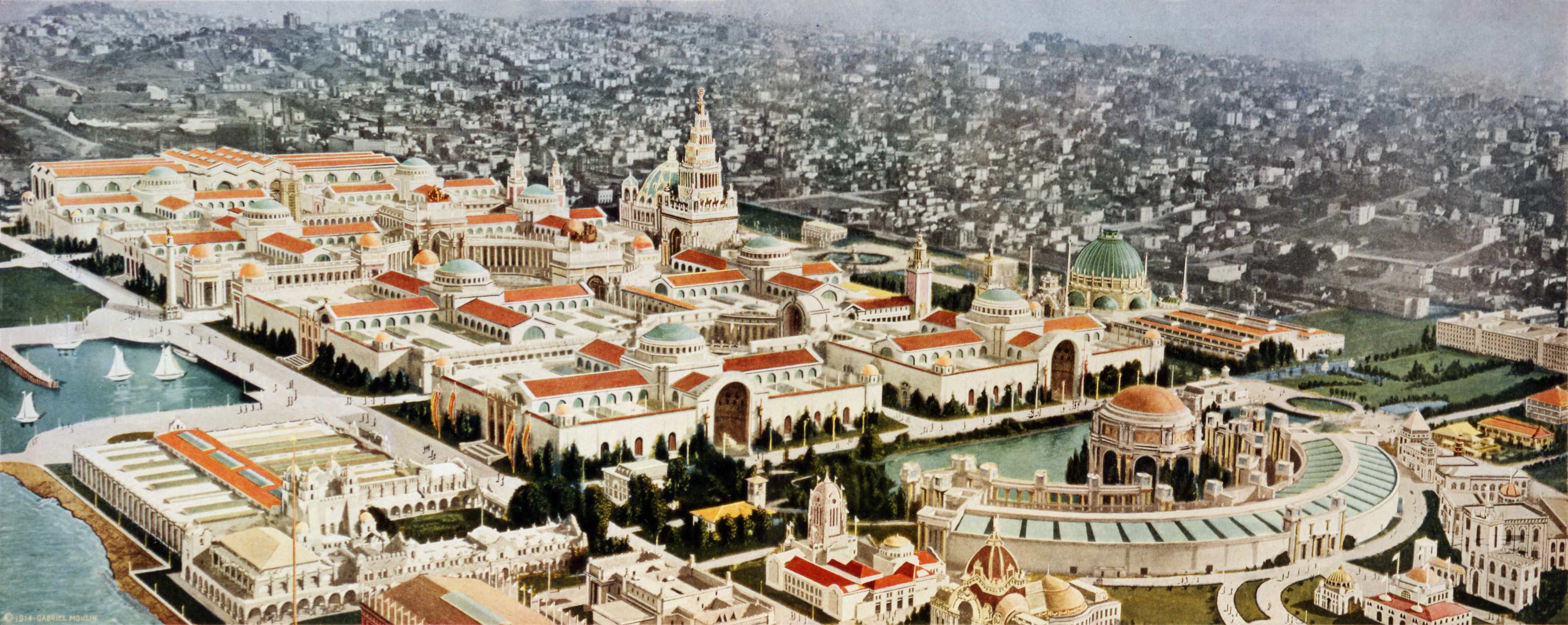
鸟瞰巴拿马－太平洋世界博览会

虽然国会先后提出多项纪念币授权法案，但铸币局自1906年开始的九年间都没有生产过纪念币。纽约州联邦参议员伊莱休·鲁特建议发行25美分纪念币，代表一个世纪的和平及1914年巴拿马运河通航。1914年6月3日，加利福尼亚州联邦众议员朱利叶斯·卡恩（Julius Kahn）在众议院提出. 16902号法案；同年7月6日，新泽西州联邦参议员詹姆斯·马丁（James E. Martine）在参议院提出. 6309号法案。两项法案都建议授权发行多种纪念币呼应巴拿马－太平洋世界博览会，其中包括两种50美元金币（一种圆形，一种八角形），一种2.5美元金币，一种一美元金币和一种半美元银币。其中八角形纪念币旨在召回淘金潮期间经非官方渠道铸造的50美元金币。
马丁的法案转交工业博览会委员会审核后获得认可，再于8月3日经参议院表决通过。只有犹他州参议员里德·斯穆特（Reed Smoot）针对程序提出反对意见，他认为法案不应交工业博览会委员会审核，而应由参议院银行和货币委员会或财政委员会审核。马丁向其他参议员表示，法案有财政部长威廉·吉布斯·麦卡杜的支持，最终斯穆特及其他议员都没有对法案本身提出异议。次日，. 6309法案送至众议院楼层，然后转交铸币和度量衡委员会审核。1914年9月1日，该委员会在对法案作出多项修订呈交众议院，其中一项改动就是把两种50美元金币的发行总量从2000提高到3000枚。1915年1月4日，众议院经短暂审议后表决通过. 6309法案，卡恩在此前提议将法案语句（“面额为50美分的银币”）中的美元符号“$”去除并获通过。两天后，参议院经表决同意众议院对法案的修订，表决时没有议员反对，甚至无人提出疑问。1月16日，法案经伍德罗·威尔逊总统签字生效。

## 准备
卡恩在众议院递交法案后，铸币局局长乔治·罗伯茨（George E. Roberts）马上开始通过非正式渠道为发行纪念币做准备。法案建议发行四种不同设计的纪念币（两种50美元金币的设计图案相同，只是形状不同），再加向博览会游客发售的纪念章和向获奖参展商颁授的奖章。所有纪念、纪念章和奖章都由铸币局生产，罗伯茨请美术委员会推荐设计人选。委员会推荐的人选包括阿道夫·温曼（Adolph Weinman，之后于1916年设计墨丘利10美分硬币和行走自由女神半美元）和贝拉·普拉特（Bela L. Pratt，曾于1908年设计印第安人头像金币），还包括雕塑家伊夫林·朗曼（Evelyn Longman）、罗伯特·艾特肯（Robert I. Aitken）、查尔斯·凯克（Charles Keck）和保罗·曼席普（Paul Manship）。
罗伯茨给多位雕塑家去信，结果发现艾特肯对设计50美元硬币很感兴趣。罗伯茨同野牛镍币的设计者詹姆斯·厄尔·弗雷泽（James Earl Fraser）和艾特肯商谈，请弗雷泽设计奖章，艾特肯设计大额金币，但由于他在这年11月辞职进入银行业工作，这些初步谈判也无疾而终。麦卡杜任命弗雷德里克·杜威博士（Dr. Frederic Dewey）出任铸币局代理局长，此后一个月里两人基本没有处理巴拿马－太平洋纪念币事宜，直到1915年1月上旬国会通过授权法案时止。法案在两院通过，只等总统签字生效时，杜威在纽约同艾特肯、凯奇、朗曼和曼席普会晤。授权法案要求铸币局在1915年2月20日博览会开幕前出产硬币，虽然事实证明这项要求不切实际，但铸币局还是迅速采取行动。1月21日，麦卡杜同意由艾特肯设计两种50美元纪念币，朗曼设计2.5美元（四分之一鹰）、凯克设计一美元，曼席普设计半美元，此时四位雕塑家已经开始工作，艾特肯得知部长同意由他设计后立即递交方案，这项方案同最终成品已经很相似。
截至1月29日，四位雕塑家都已递交设计方案的青铜铸模。杜威将方案转交麦卡杜，部长就此向美术委员会、助理部长威廉·梅尔本（William Malburn）、首席雕刻师查尔斯·爱德华·巴伯及费城铸币局的其他官员征求意见，部分官员的意见如今已不可考，只知美术委员会赞成采用全部四位雕塑家的方案，但梅尔本反对。麦卡杜还曾要求铸币局为所有纪念币准备后备设计方案，巴伯遵令行事并从半美元开始设计。2月5日，麦卡杜在回信中否决全部四位雕塑家的设计方案，而且没有详述否决理由，其中原因至今也无定论。钱币学家安东尼·斯沃泰克（Anthony Swiatek）和沃尔特·布林（Walter Breen）在合著的纪念币著作中断定，助理部长梅尔本的反对意见对此起决定作用。
四名艺术家都提出抗议，但曼席普的抗议无济于事，麦卡杜选择在半美元纪念币上采用巴伯的设计方案。朗曼要求政府说明否决原因，还递交新设计稿并前往哥伦比亚特区商讨事宜。据数月后杜威所写的信件所述，朗曼在首都病倒，无法再继续参与纪念币设计工作，但钱币史学家罗杰·伯德特（Roger Burdette）认为这种说法莫名其妙，朗曼应该是因别的缘故退出。巴伯受命设计2.5美元金币（四分之一鹰）。艾特肯和凯克都向美术委员会和麦卡杜表明反对立场，凯克还另行递交设计方案。两人之后在哥伦比亚特区同麦卡杜、梅尔本和杜威会晤，在会上同意修改各自递交的方案。经过修改，50美元和一美元纪念金币的设计于1915年3月6日获批，半美元也在两天后获批。3月16日，巴伯递交2.5美元纪念金币的设计方案，赢得财政部的热烈反响并顺利获批。

## 设计

### 巴伯设计的半美元和2.5美元纪念币

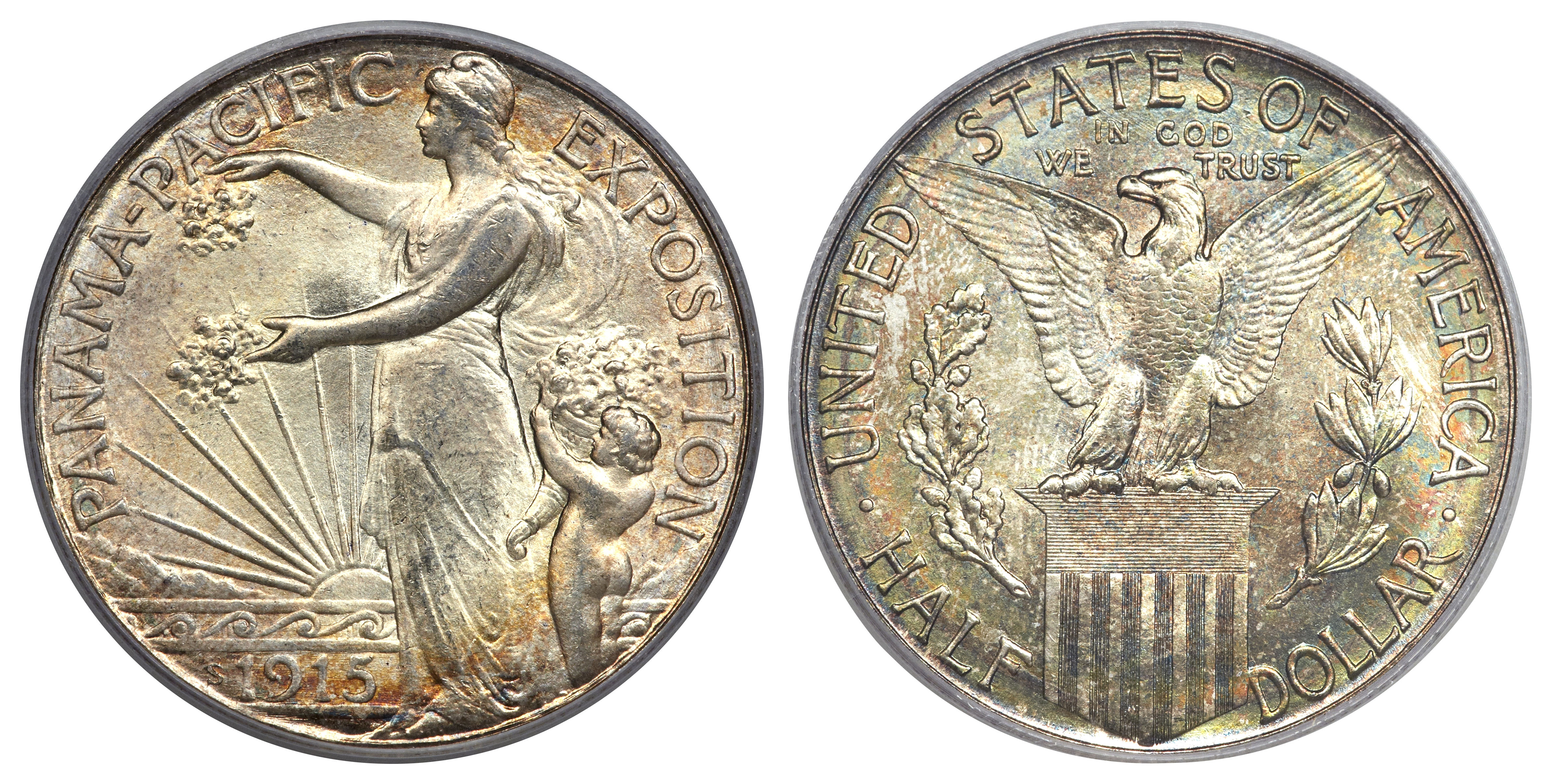
巴拿马－太平洋半美元

铸币局助理雕刻师乔治·摩根（George T. Morgan）在半美元和2.5美元纪念币设计过程中的参与程度暂无定论，铸币局官员及其他雇员对此表述不一。助理局长玛丽·玛格丽特·奥赖利曾于1936年称，铸币局保有的纪录表明两种纪念币都是巴伯设计。同年，奥赖利又通过费城铸币局某位不知名姓的雇员发表声明，称考虑到巴伯和摩根的长期合作（摩根在巴伯担任首席雕刻师期间担任助理雕刻师达37年之久），两人应该会经常讨论，“两种纪念币的两面都非常明显”存在摩根的工艺特征。这位转述声明的雇员最后称：“在我看来，两人无疑都曾对两种硬币的面世做出贡献，我敢肯定事实就是如此。”昆汀·戴维·鲍尔斯（Q. David Bowers）在有关纪念币的著作中述及此事，他认为两种硬币的正面都是巴伯设计，半美元的背面由两人共同设计，2.5美元金币背面则肯定是摩根设计。
半美元正面刻有自由女神，正从裸身小童手持的丰裕之角中向外抛洒鲜花和果实。画面背景是旧金山金门海峡的日出（此时金门大桥还不存在）。汤姆·拉马尔（Tom La Marre）在1987年有关巴拿马－太平洋纪念币的文章中指出，矿工将金门海峡视为幸运的标志，所以要是把这套设计图案刻在金币上效果应该会更好。虽然1915年铸币局局长的年度工作报告中称，半美元正面的丰裕之角“象征西部无穷无尽的资源”，但伯德特认为，丰裕之角实际上代表巴拿马运河对贸易的推动。半美元的正面是以巴伯之前的作品为基础，特别是他为美国化验委员会年度会议打造的奖章。太阳和年份“1915”之间还有代表波浪的线条，阐明此次世界博览会同海洋千丝万缕的联系。年份左侧的字母是旧金山铸币局的铸币标记。硬币背面的图案主体是老鹰踩在联盟之盾上，两侧一边是代表和平的橄榄枝，另一边是橡树枝。斯沃泰克和布林认为，考虑到硬币是在第一次世界大战期间发行，上面刻上象征和平的橄榄枝实在讽刺，但两人都不明白为什么另一侧会刻上橡树枝。据1915年铸币局局长的年度报告所述，橡树枝是“实力的象征”。伯德特指出，伯德最初的设计是在盾牌两边各有一只海豚，代表巴拿马运河连接的太平洋和大西洋，改成树枝是应财政部长的要求：“麦卡杜要么是不明白（海豚的）寓意，要么是根本不在乎，要么就是不喜欢硬币上刻上水栖哺乳动物。”考虑到一美元和八角形50美元上都有海豚图案，麦卡杜此举还可能是觉得海豚实在太多，所以要求用树枝代替半美元上的海豚。
艺术史学家科尼利厄斯·弗缪尔（Cornelius Vermeule）认为，巴拿马－太平洋半美元的设计“介于新世纪早期法国银币和（阿道夫·）温曼为半美元设计的行走自由女神之间的中途位置。”半美元和50美元一样刻有（“我们相信上帝”）字样，是首批刻有这句格言的美国纪念币。于1864年首度在美国硬币上出现，虽然19世纪期间国会并没有立法强制在货币上增加这句话，但时代的车轮进入20世纪时，绝大多数面额的美国硬币上都有这句格言。1907至1908年，奥古斯都·圣高登斯（Augustus Saint-Gaudens）设计的十美元和20美元金币上省去这句话，结果还引发争议。公众的不满也促使国会在1908年通过法案，要求任何流通硬币都必须刻有这句话。巴拿马－太平洋纪念币不属流通币，所以财政部长可以自行决定是否增加这句格言，但官员很可能还对当年的争议记忆犹新。斯沃泰克和布林认为，参与这些纪念币设计和批准的人应该都是有心要避免争议。

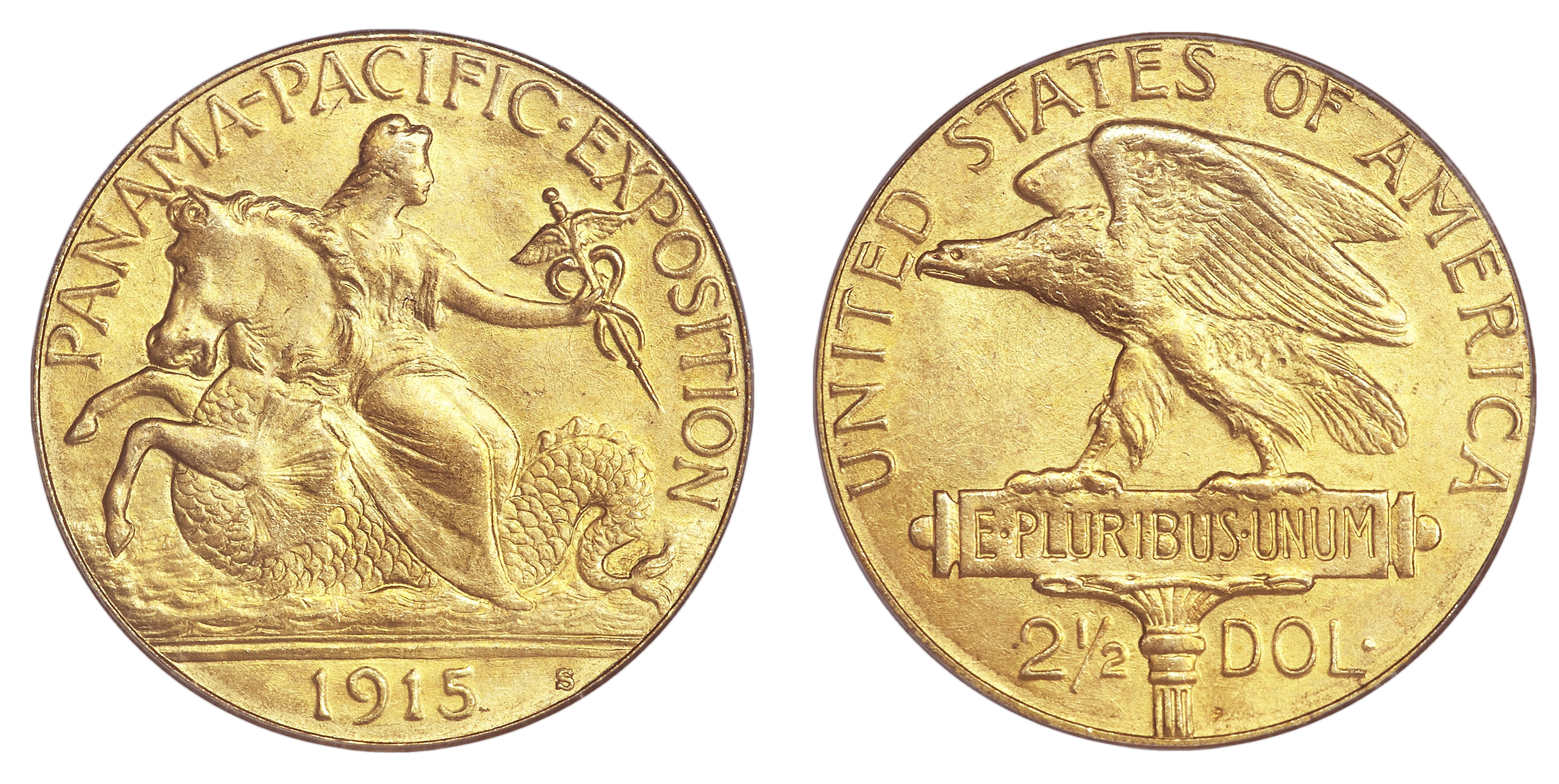
巴拿马－太平洋2.5美元纪念金币

据铸币局局长的年度报告所述，巴伯设计的2.5美元金币（四分之一鹰，也是首枚2.5美元面额的纪念币）正面刻的是“代表美国的哥伦比亚手执商神杖，坐在神话中的海马上穿过滔滔运河水，邀请世界各国从一个大洋通过新路途到达另一个大洋。背面是美国雄鹰，站在刻有格言‘’（‘合众为一’）的牌子上休息。”铸币标记位于硬币正面年份数字最右侧，紧贴金币边缘。斯沃泰克和布林认为，这里使用的商神杖在现代通常作为医学的象征，代表威廉·戈加斯（William C. Gorgas）上校在巴拿马运河区取得医学突破，成功控制疟疾和黄热病疫情。两人还认为，纪念币背面“桀骜不驯的老鹰可能暗指有必要在第一次世界大战期间保持运河畅通，整个构图都带有罗马军团的意味。”
弗缪尔指出，2.5美元金币正面派生自描绘“涅瑞伊得斯或忒提斯身背阿喀琉斯之盾，身下还骑着海马的古希腊硬币。”在他看来，硬币上的老鹰“可能正是巴伯对西奥多·罗斯福和奥古斯都·圣高登斯叫嚣着要给现代硬币加上古希腊风格的回应。”半美元银币和2.5美元金币的背面设计“是过去（硬币）设计图案的古典交响，可以追溯到朗埃克和威廉·巴伯（William Barber）时期的老鹰和盾牌，是这些经典设计改头换面成现代形式的产物。”

### 一美元和50美元纪念币
凯克在最初的方案遭拒后又向麦卡杜递交多份新设计，其中一份入选为一美元纪念金币的正面，图案主体是巴拿马运河建筑工人的头像。凯克的原版设计图案是希腊神话中的海神波塞冬。硬币上的工人代表建设运河需要的劳力，曾有报导误以为这是棒球运动员。凯克设计的背面图案中间是面额（“一美元”），紧接着是两只海豚，分别代表运河连通的太平洋和大西洋，外围的一圈文字包括（“巴拿马－太平洋世界博览会”）和（“旧金山”）。此外，中的字母和下角位置还有铸币标记。
弗缪尔称赞凯克敢于充分利用这种又小又薄硬币上的空间，“同早期金币相比，这种硬币堪称艺术品。”钱币学家阿利·斯拉巴夫（Arlie Slabaugh）在有关纪念币的著作中指出，巴拿马－太平洋一美元纪念金币“代表胆色十足的美国设计，同其他面额采用的古典风格相比可谓独树一帜。”
艾特肯用以下文字介绍他设计的50美元金币：
为了在我的设计中表明这种硬币是为纪念巴拿马－太平洋世界博览会打造，而且这次博览还代表人类社会所有的产业和智慧，我选择童贞女神弥涅耳瓦的头像作为正面的核心主题。她正是智慧、技艺和专注的女神……并且，她还在加利福尼亚州州徽上占有显著位置……海豚令八角形硬币大为增色，同时也代表运河通航让不间断的水路成为可能。硬币背面我选择弥涅耳瓦的神圣之鸟猫头鹰，它同样是智慧的象征……这些简单的标志本身都美丽至极，我自认已经表达出有关此次世界博览会的意义，这些硬币也体现出智慧的魅力。

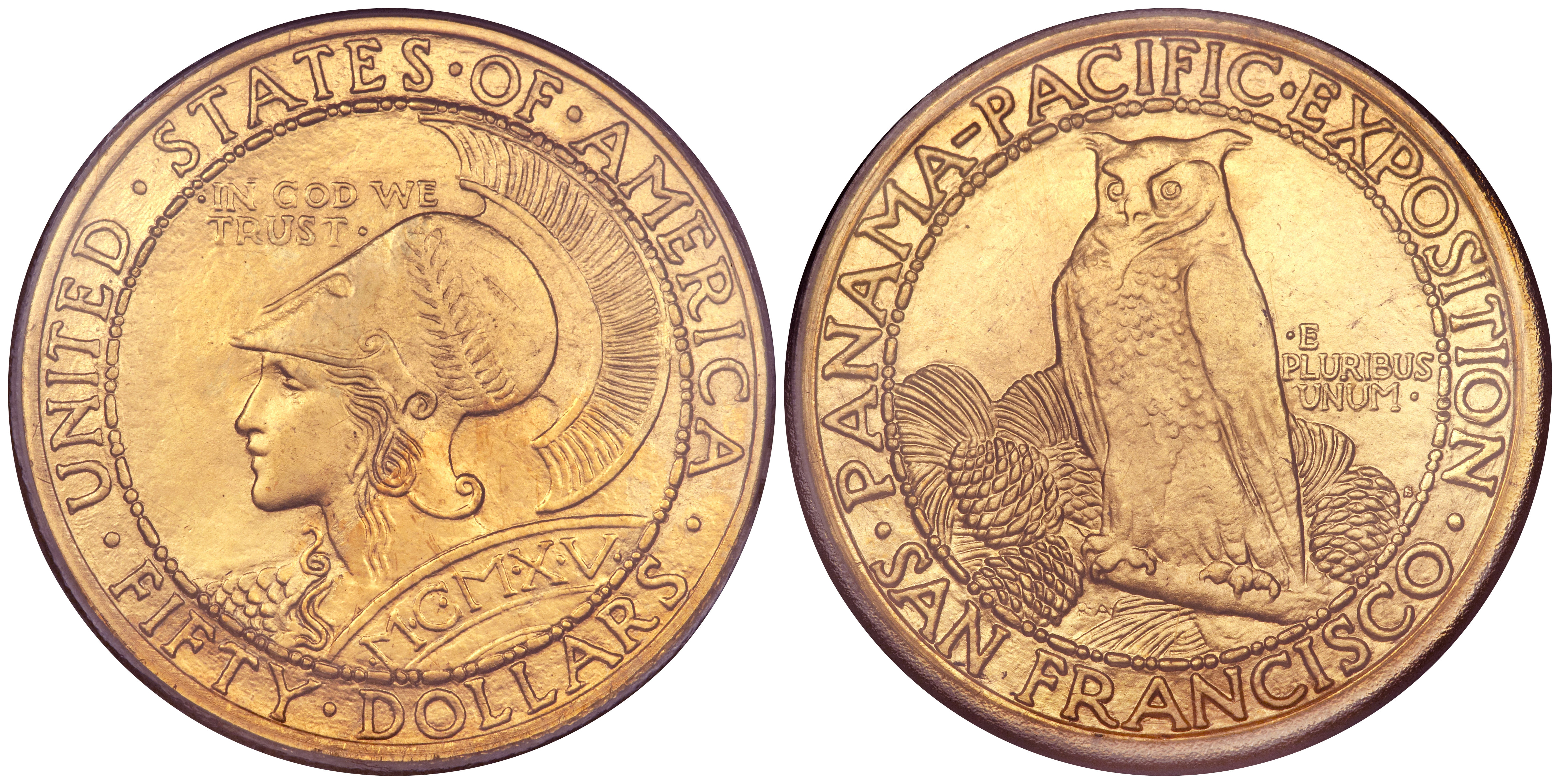
罗伯特·艾特肯设计的圆形50美元纪念币

艾特肯设计的女神戴有头盔，象征和平，希腊神话中对应的智慧女神雅典娜也经常佩戴头盔出现在古钱币上。弥涅耳瓦身穿铁甲，斯沃泰克和布林认为这属于很奇怪的时代错误。女神所背的盾牌上有罗马数字，代表“1915”年，这也是1907年的圣高登斯双鹰金币之后美国硬币上首次采用罗马数字。艾特肯最初的草图是以阿拉伯数字“1915”表示年份，但他很快就改变主意，因为设计方案肯定只在这一年使用，无需再像别的硬币那样改成其他年份。
凯文·弗林（Kevin Flynn）在有关纪念币的著作中认为，50美元金币背面猫头鹰栖息的树枝是西黄松的树枝，上面还有几个清晰可见的球果。八角形50美元金币上的图案尺寸比圆形要小，以便在周围边缘加上海豚。铸币标记位于背面，同最右边的球果相邻，在最后一个字母的正上方。
50美元纪念币的设计当时引来批评，部分报导认为八角形硬币上的海豚意指修建巴拿马运河只是为了给鲸类动物提供方便。1916年《美国钱币学杂志》（American Journal of Numismatics）专栏文章就得出这样的结论：“这些批评中最常见的就是称这种金币上除必须要有的铭文外没有任何同美国有关的东西。”斯沃泰克和布林觉得这些批评实属无稽之谈，“其中大部分都同硬币设计无关，只是完全误读各种元素的含义。”从麦卡杜开始，“就有这种愚蠢的说法，称美国硬币上的雅典娜除非会被误以为是自由女神，否则就没有任何意义，而且雅典娜的猫头鹰对于我们所有人来说都没有意义。”在弗缪尔看来，两种50美元金币的设计“堪称杰作”，在各个方面都无愧于美国钱币艺术能够达到的最高水平。之后出任铸币局首席雕刻师职位的伊丽莎白·琼斯（Elizabeth Jones）也称，两种50美元纪念币在当时而言已经达到相当高的艺术水准。杰夫·加勒特（Jeff Garrett）和罗恩·古斯（Ron Guth）在有关美国金币的著作中认为，巴拿马－太平洋50美元纪念金币是“美国政府最惊艳的作品之一。”

## 生产和发售

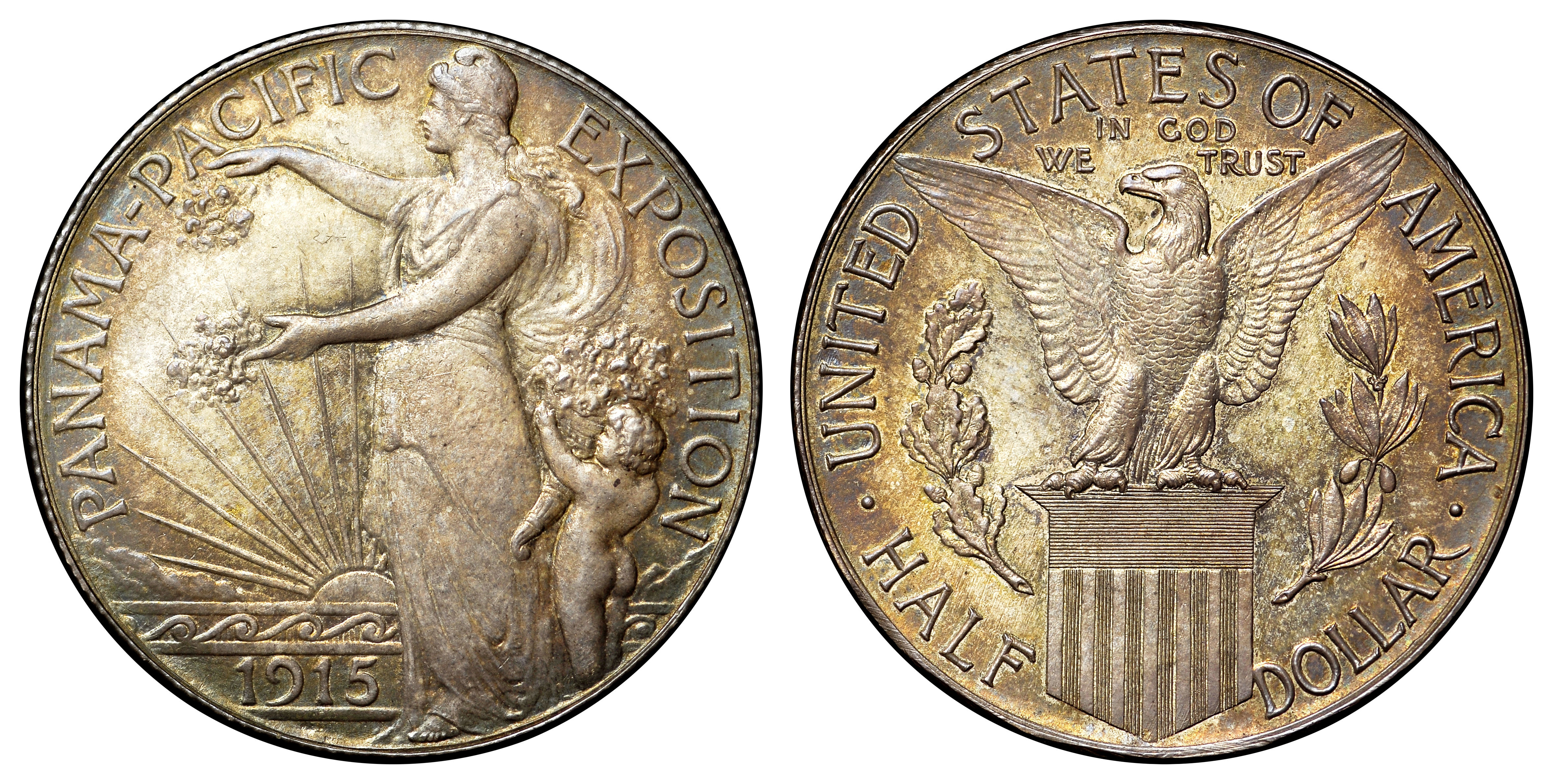
试铸的半美元纪念币，上面没有铸币标记“S”。

设计方案获批后，几位设计师开始着手将青铜铸模送往纽约的奖章用品公司，该公司会制出铸币局用来生产铸币金属模具的出币毂。铸币局也可以自行打造出币毂，但奖章用品公司在这方面效率更高。巴拿马－太平洋纪念币是确知首批由私营公司提供出币毂来生产的美国硬币，1913年的野牛镍币虽然也有部分出币毂是奖章用品公司生产，但无法确定当时铸币局到底有没有使用这些出币毂。出币毂送抵费城铸币局后，巴伯领导的雕刻部开始制作所需金属模具。虽然国会的授权法案要求这些纪念币都应在旧金山生产，但当时所有的铸币金属模具都是由巴伯及其他费城铸币局雕刻部同僚制备。
1915年4月，罗伯特·伍利（Robert W. Woolley）已继任铸币局局长职务，然后在4月22日批准率先完成的一美元金质纪念币。接下来他前往旧金山，看到铸币金属模具于27日抵达。旧金山分局的铸币员检验模具后发现上面没有铸币标记，同以往在该局出产的硬币都有铸币标记的传统不符。伍利也不确定这到底是费城分局的遗漏还是有意如此，于是在同月29日致电费城分局总监亚当·乔伊斯（Adam M. Joyce）。乔伊斯回应称，巴拿马－太平洋纪念币是首批不在费城生产的纪念币，而且整批都只在旧金山生产，所以根本没有必要再刻上铸币标记，伍利听到这样的答复后下令把已送抵旧金山及还在运输路途中的模具都发回费城，重新制备带有铸币标记的模具。由于费城铸币局此前生产的硬币上都没有铸币标记，伍利觉得人们看到同样无标记的新纪念币就会以为这些也是在费城生产。伯德特指出，当地人此时颇为旧金山铸币局感到骄傲，所以省去铸币标记之举有可能引发大规模抗议，而且导致新出产的纪念币分有无铸币标记两个品种。5月3日，费城分局将新制成的一美元金质纪念币模具发出，次日又寄出半美元的模具，50美元金币模具在5月14日发出，最后是5月27日发出的2.5美元金币模具。

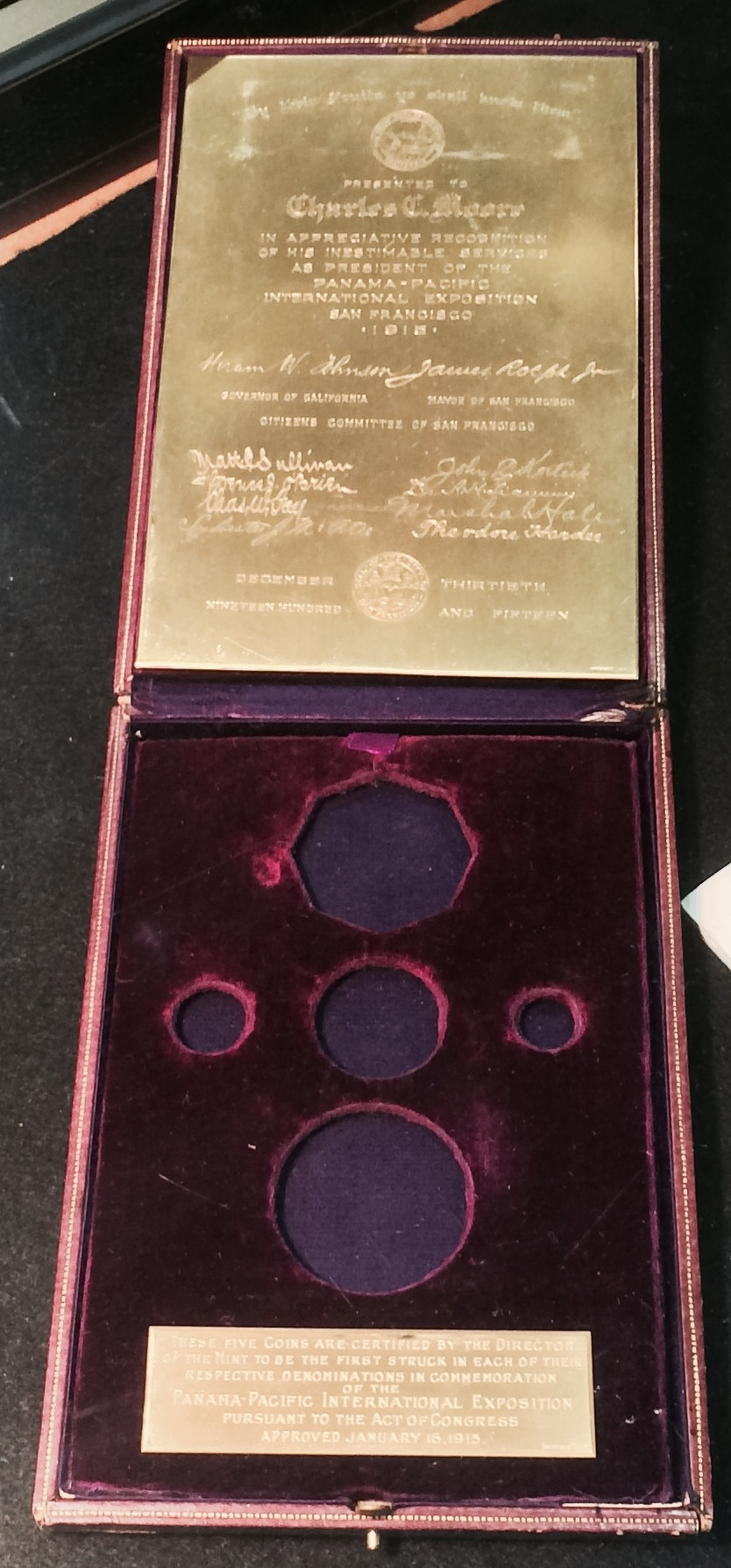
赠送给博览会主席查尔斯·摩尔的纪念币放在这种特制的盒子里

50美元纪念币包含2.4286金衡制盎司黄金，其中圆形的直径为43毫米，八角形则有44.9毫米，无论重量还是尺寸都创下美国硬币的新纪录，直到2010年才被美国美丽国家公园投资型银币超越。同时，八角形的50美元纪念币也是至今唯一一种不是圆形的美国硬币。旧金山分局的原有设备不适合打造50美元这么大的硬币，所以从费城分局调来一台液压金属压制机。压制机送达后，旧金山分局于1915年6月15日举行仪式试铸出多枚八角形50美元纪念币，其中首枚是分局总监···沙纳汉（T. W. H. Shanahan）亲自打造，送给巴拿马－太平洋博览会主席查尔斯·摩尔（Charles C. Moore）。接下来九枚则是由包括联邦众议员卡恩在内的其他政要压制。接下来现场其他人士能够以每枚100美元的价格自行试铸硬币，至少有三人上前尝试，其中包括杜威的夫人和当地邮政局长。
巴拿马－太平洋世界博览会公司聘请泽布在博览会现场销售纪念币。虽然国会法案要求铸币局在博览会开幕前交货，但泽布在现场的“世界钱币”展台起初发售的政府纪念品只有一种艾特肯设计的纪念章，还是在铸币局的展位上用压制机现场打造，印刷工作也是在现场的美国铸印局展位完成。纪念章的销售进度缓慢，泽布直到旧金山分局于1915年5月8日收到半美元和一美元纪念币模具后不久才开始有纪念币出售。纪念币的销售同样进展缓慢，许多潜在买家在展会上看到名目繁多的纪念章和淘金时代先锋金币的复制品，还有其它供应商的各种商品，他们怀疑泽布卖的不是政府发布的产品。财政部官员同意让他在铸币局的展位安插一名销售员，在现场发售两种小面额纪念币，并接受50美元面额纪念币的订单。不过，泽布很快就停止在铸币局展位销售一美元金质纪念币，博览会余下的时日里，他和财政部官员代表一直存在争议。每种纪念币都按法案授权数全额生产，但直到1915年12月4日博览会闭幕后，泽布还在通过邮售继续销售这些纪念币。1916年，纪念币销量下跌，泽布之后一直以博览会的名义发售到至少1916年11月，他还一度自行买下数额不明的纪念币，准备今后再在自己的钱币生意中发售。其余未售出的纪念币送回财政部安排熔融。
铸币局生产的两种50美元纪念币各有1500枚，另有九枚八角形和十枚圆形币送到费城分局，等待1916年化验委员会的年度检测。泽布备有特制的展示盒或其他包装，购买一套四枚不同面额的纪念币要价100美元，买家自行决定是要圆形还是八角形的50美元，包含两种50美元的五件纪念币套装则要价200美元。斯拉巴夫认为，用来盛放两枚纪念币的铜质展示框共计耗费400美元，但斯沃泰克在2011年出版的纪念币著作中表示，这些包装材料没有任何销售收据，也没有相关通信文件，估计很可能是赠送给权贵人士的礼品。三枚小面额的套装纪念币要价七美元，半美元单价一美元，一美元金币单价2到2.25美元（价格可能有波动），2.5美元金币则每枚要价四美元。

## 发行量和收藏

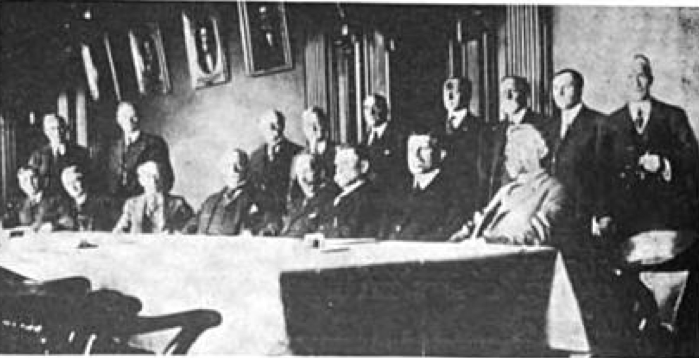
1916年2月9至10日，美国化验委员会举行年度会晤，检验1915年出产的硬币。委员会成员包括当时的铸币局局长罗伯特·伍利（后排站者，从左往右第四位），费城铸币局局长亚当·乔伊斯（后排最右侧），以及铸币局首席雕刻师查尔斯·爱德华·巴伯（站在伍利左侧）。

50美元纪念金币中八角形的销量比圆形要高，这种令人回想起淘金潮的形状显然更受公众青睐，而且人们也喜欢上面刻的海豚。国会法案授权发行的两种50美元金币共有3000枚，每种占一半，所以送回铸币局熔融的圆形币肯定更多，圆形的50美元巴拿马－太平洋纪念金币因此成为发行量最低的美国纪念币，仅有约483枚，八角形金币以645枚紧随其后，但不同来源中的数字有差异。
2015年，铸币局曾发行100美元面值的美国自由女神高浮雕投资型硬币，而且还于1986年和2008年分别开始发售面额50美元的鹰扬金币和美洲野牛金币。此外，1997年开始发行的美国鹰扬白金币面值也有100美元，还有重半金衡制盎司，面值50美元的白金币。除了这些现代投资型硬币外，没有任何美国硬币面值能同巴拿马－太平洋纪念币中最大的两种相比。
根据理查德·约曼（Richard S. Yeoman）2015年版的《美国钱币指南手册》（A Guide Book of United States Coins），巴拿马－太平洋纪念半美元的价值视成色而定在500至3500美元不等。一美元金币则在600至2200美元不等，2.5美元是在1650至7500美元之间，两种50美元金币则达到5万至23万美元。
| 面额             | 产量   | 化验留用 | 熔融   | 净销量 |
| ---------------- | ------ | -------- | ------ | ------ |
| 半美元           | 60,000 | 0–30     | 32,866 | 27,134 |
| 一美元金币       | 25,000 | 34       | 10,000 | 15,000 |
| 2.5美元金币      | 10,000 | 17       | 3,251  | 6,749  |
| 50美元（八角形） | 1,500  | 9        | 855    | 645    |
| 50美元（圆形）   | 1,500  | 10       | 1,017  | 483    |

### 脚注
1. 1 2  Yeoman，第1325–1347頁.
2. ↑  Burdette，第315頁.
3. ↑  Burdette，第261–262頁.
4. ↑  Slabaugh，第32–33頁.
5. ↑  Flynn，第220頁.
6. ↑  Burdette，第266頁.
7. ↑  加利福尼亚历史协会网站2014年12月3日报导：《旧金山自豪地再度打开艺术宫的大门》.
8. ↑  Slabaugh，第3–5頁.
9. ↑  Flynn，第217頁.
10. ↑  Bowers，第603–604頁.
11. 1 2  Swiatek & Breen，第190頁.
12. ↑  Burdette，第269頁.
13. ↑  1914年7月6日，联邦参议院63 S. 6039法案.
14. ↑  Swiatek，第86, 89頁.
15. ↑  1914 Congressional Record, Vol. 60, Page 13113–13114 (1914-08-03)
16. 1 2  1914年9月1日，联邦众议院324 S. 6039法案审议记录.
17. ↑  1915 Congressional Record, Vol. 61, Page 934 (1915-01-04)
18. ↑  1915 Congressional Record, Vol. 61, Page 1012–1013 (1915-01-06)
19. ↑  38 Stat. 793
20. ↑  Taxay，第24–26頁.
21. ↑  Burdette，第270–274頁.
22. ↑  Burdette，第275–281頁.
23. ↑  Burdette，第281–288頁.
24. 1 2  Burdette，第312頁.
25. ↑  Bowers，第127, 621–622頁.
26. 1 2  Swiatek & Breen，第189頁.
27. ↑  La Marre，第64頁.
28. ↑  Flynn，第147頁.
29. 1 2 3  Burdette，第311頁.
30. ↑  Flynn，第148頁.
31. 1 2  Vermeule，第137頁.
32. 1 2  Swiatek & Breen，第189–190頁.
33. ↑  US Department of the Treasury.
34. ↑  La Marre，第63頁.
35. ↑  Flynn，第219–220頁.
36. 1 2  Swiatek，第85頁.
37. 1 2  Swiatek & Breen，第197頁.
38. 1 2  Vermeule，第136頁.
39. 1 2  Vermeule，第135頁.
40. ↑  Taxay，第31頁.
41. ↑  Flynn，第216–218頁.
42. ↑  Slabaugh，第29頁.
43. ↑  Burdette，第275頁.
44. ↑  Swiatek & Breen，第201–202頁.
45. ↑  Burdette，第276頁.
46. 1 2  Flynn，第226頁.
47. 1 2  Slabaugh，第30頁.
48. ↑  Bowers，第626頁.
49. ↑  Swiatek & Breen，第202頁.
50. ↑  Jones，第127–128頁.
51. ↑  Garrett & Guth，第220頁.
52. ↑  Burdette，第289–290頁.
53. ↑  Burdette，第290–292頁.
54. ↑  Yeoman，第1122頁.
55. ↑  Garrett & Guth，第520頁.
56. ↑  美国铸币局官方网站：《美国美丽国家公园》.
57. ↑  2010年2月26日《钱币新闻》报导：《铸币局购置新压制机生产新版银币》.
58. 1 2 3  Swiatek，第89頁.
59. ↑  Burdette，第306–308頁.
60. ↑  Burdette，第300–310頁.
61. ↑  Bowers，第629頁.
62. 1 2  Burdette，第293頁.
63. ↑  Swiatek & Breen，第191–195頁.
64. ↑  Bowers，第622頁.
65. ↑  Bowers，第628頁.
66. 1 2  Swiatek，第83頁.
67. ↑  2015年8月3日《硬币世界》.
68. ↑  Yeoman，第1281, 1290–1293, 1295–1297頁.
69. ↑  Yeoman，第1120–1123頁.
70. ↑  Burdette，第392頁.
71. ↑  Swiatek，第88頁.
72. ↑  Report of the Secretary of the Treasury on the State of the Finances, 1916, p. 399